# Eva-Maria Fasth
Eva-Maria Eve Fasth, född 29 augusti 1959 i Nacka församling, Stockholms län, är en svensk journalist.
Fasth, som är dotter till bibliotekarie Lennart Fasth och lärare Inga-Britt Eliasson, studerade vid journalisthögskolan i Göteborg 1978–1979, bedrev universitetsstudier 1982 och 1984–1988, var anställd på Aftonbladet 1979, på Södermanlands Nyheter 1979, på Svenska Dagbladet 1981–1982, frilansgruppen Emma-reportage 1982–1984, Ny Dag 1983–1985, redaktör för Kvinnobulletinen 1985–1987 och journalist på Alternativet från 1986. På senare år har hon varit verksam på tidningarna Vår bostad, Hem & Hyra och VVS-Forum.
Fasth var ordförande för Galleri Vita Katten i Stockholm 1985. Hon var redaktör för den anarkafeministiska tidskriften Chaos 1983, startade den feministiska frilansgruppen Emma-reportage 1982 samt var initiativtagare till och medlem i tjejrockgruppen Ellen James Band 1982.